# Гершензон, Сергей Михайлович
Серге́й Миха́йлович Гершензо́н (11 февраля 1906, Москва — 7 апреля 1998, Киев) — советский генетик, микробиолог, академик АН Украины (1976), Герой Социалистического Труда (1990).

## Биография
Родился в семье известного русского литератора-пушкиноведа Михаила Осиповича Гершензона и пианистки Марии Борисовны Гольденвейзер (сестры пианиста А. Б. Гольденвейзера).
Окончил Московский университет (1927), ученик С. С. Четверикова. В 1931—1935 гг. работал в Биологическом институте им. К. А. Тимирязева, в 1935—1937 — в Институте генетики АН СССР.
В Киев Сергей Михайлович прибыл в 1937 году по письменной просьбе легендарного отечественного эволюциониста Ивана Шмальгаузена. Последнему было поручено возглавить только что созданный институт, и, уходя на служебное повышение, он решил передать свою лабораторию генетики молодому перспективному выпускнику МГУ, кандидату биологических наук Сергею Гершензону.
В 1937—1941 гг. и 1944—1948 гг. заведовал кафедрой генетики и дарвинизма Киевского университета. Приказом Министерства высшего образования СССР от 23 августа 1948 года № 1208 «О состоянии преподавания биологических дисциплин в университетах и о мерах по укреплению биологических факультетов квалифицированными кадрами биологов-мичуринцев» освобождён от работы «как проводивший активную борьбу против мичуринцев и мичуринского учения и не обеспечивший воспитания советской молодёжи в духе передовой мичуринской биологии».
В 1968—1973 гг. заведовал Сектором молекулярной биологии и генетики, а затем — отделом, в организованном на базе сектора, Институте молекулярной биологии и генетики АН УССР. С 1986 года — сотрудник Института физиологии растений и генетики АН УССР.

## Научная деятельность
На основании проделанной там серии опытов с плодовой мушкой почти сразу же по возвращении из эвакуации Сергей Гершензон (в соавторстве с Н. Тарнавским и П. Ситько) публикует свою революционную статью о мутагенном действии тимусной ДНК на дрозофилу. И тем не менее Нобелевскую премию за это открытие несколькими годами позже вручают его более опытному зарубежному коллеге Герману Меллеру (США). Помимо химического мутагенеза, Сергей Гершензон обнаружил феномен «прыгающих генов» и обратную транскрипцию. Намного раньше американца Хейнца Френкель-Конрата он собрал из белков и нуклеиновых кислот живой вирус, хотя уровень технического обеспечения украинской биологии отставал на тот момент от заокеанского на много лет. Однако Стокгольм не замечал достижений советских учёных, чему была причина — гонения на генетику в СССР в сороковые-пятидесятые годы. В 1975 г. Нобелевской премией отмечается работа американцев Говарда Темина и Дэвида Балтимора, независимо повторивших открытие Гершензона (синтез вирусной ДНК на матрице зараженной полиэдрозом РНК). Дэвид Балтимор в письме Сергею Гершензону искренне извинился перед ним, поскольку не был знаком с его более ранними работами.
Основные труды в области популяционной и молекулярной генетики. Исследовал механизмы наследственной изменчивости в природных популяциях.

## Преподавательская и просветительская деятельность
С. М. Гершензон много лет преподавал на кафедрах генетики МГУ и КГУ. Он перевёл на русский язык классический учебник по генетике Э. Синнота и Л. Денна «Курс генетики», изданного в СССР в 1931 году. Автор монографии «Основы современной генетики», которая издавалась дважды в 1979 и 1983 годах, и которая в 1981 году была удостоена Государственной премии УССР в области науки и техники. С. М. Гершензон являлся главным редактором журнала «Цитология и генетика». Автор свыше 300 научных и научно-популярных работ, в том числе монографий: «Мутации», «Многообразное значение мейоза для проблем общей биологии» и др., а также автобиографической книги «Тропою генетики».

## Награды
- Герой Социалистического Труда. Звание присвоено 16 октября 1990 года за особый вклад в сохранение и развитие генетики и селекции, подготовку высококвалифицированных научных кадров[3]